# Gerontokrácia
Gerontokrácia (görög geronto- = öreg és -krácia = hatalom képzők összetételéből) : az öregekből álló politikai vezető réteg uralma. A történelem során már a törzsi társadalmakban megjelent. Az ókori államokban kialakult bölcsek tanácsa, szenátus stb. az idősek hatalmának megjelenési formái voltak.
Általános értelemben valamennyi bürokratikus államszervezet hajlik a gerontokráciára, mivel a potenciális hatalmi tényezők között ún. nomenklatúra alakul ki, azaz lehetséges jelöltek erősorrendje. A vezetői réteg mobilitásának hiánya vagy gyengesége gerontokráciára vezet.
A pártállam viszonyai között szigorú nomenklatúra érvényesül és a vezetői rátermettség fokmérője elsősorban a pártban hű szolgálattal letöltött időtől függ. A Szovjetunióban Brezsnyev idejétől felerősödött a gerontokrácia: pártfőtitkárként halt meg Andropov és Csernyenko is, mielőtt Gorbacsov hatalomra került volna.
A gerontokrácia közelmúltbeli példája Fidel Castro uralma Kubában.
A tudományos intézmények és szervezetek igen gyakran mutatnak gerontokratikus jelleget. Ennek oka általában, hogy hierarchiájuk a képzettségre épül, és ez igencsak időfüggő: nagyobb képzettséghez több idő szükséges.